# Мотори (албум)
Мотори је трећи студијски албум рок бенда Дивље јагоде. Албум је сниман у студију Music Park Studio који се налази у Бад Хомбургу а издао га је Дискотон 1982. године.
На албуму се поред песме Мотори која представља рекорд у понављању исте речи, издвајају и хитови Шејла, Загризи рокенрол, Насмијеши се и Не желиш крај. Албум је продат у 400.000 примерака. Награђен је за најбољи албум године, а осваја и награде за групу године, Ален Исламовић за певача године, Зеле Липовача за гитаристу године. Група излази на насловној страни тада најпопуларнијег музичког часописа Џубокс.
Песме за албум писали су Ален Исламовић, Зеле Липовача и Тони Јанковић.
2025. је издат на грамофонској плочи који је резан у лондонском Abbey Road Studios.

## Списак песама
На албуму се налазе следеће песме:

## Постава бенда
- Ален Исламовић – вокал и бас
- Зеле Липовача – гитара
- Наско Будимлић – бубњеви

## Топ листе

### Недељна листа
| Листа | Највиша позиција |
| ----- | ---------------- |
| ХДУ   | 1                |

### Месечна листа
| Листа | Највиша позиција |
| ----- | ---------------- |
| ХДУ   | 3                |